# Agnes de Babenberg (1151–1182)
Agnes (n. 1151, Austria – d. 13 ianuarie 1182, Austria), aparținând Casei de Babenberg, a fost regină a Ungariei, din 1168 până în 1172, prin căsătoria cu regele Ștefan al III-lea, și ducesă de Carintia din 1173 până în 1181 prin căsătoria cu ducele Herman al II-lea.

## Biografie
Agnes a fost fiica cea mare a lui Henric al II-lea Jasomirgott, ducele Austriei (n. 1107 – d. 1177) și a soției sale, Teodora Comnena.
Agens s-a căsătorit în 1166/1167 cu Ștefan al III-lea, regele Ungariei. Căsătoria a fost intermediată de mama regelui Ștefan, Eufrosina a Kievului care a menținut relații bune cu principii germani. Cei doi au avut un fiu, Bela, care s-a născut în 1667 și a murit în același an. Regele Ștefan al III-lea a murit în 1172 la vârsta de 25 de ani (s-a presupus că a fost otrăvit).
Agnes s-a întors în Austria și în 1173 s-a căsătorit cu Herman al II-lea, ducele Carintiei. Nici această căsnicie nu a durat mult. Ducele Herman a murit opt ani mai târziu, iar Agnes un an după el. Din căsătoria lor au rezultat doi fii: Ulrich și Bernard, care au devenit succesiv duci de Carintia. Ulrich al III-lea, fiul și succesorul său, Bernard, a murit fără a avea urmași.
Ducesa Agnes a fost înmormântată în cripta bisericii Schottenkirche din Viena alături de părinții ei. 

## Căsătorii și descendenți
Agnes s-a căsătorit în 1166/1167 cu regele Ungariei, Ștefan al III-lea (d. 1172). Cei doi au avut un fiu, Bela, care a murit înaintea tatălui său.
Agnes s-a căsătorit din nou în 1173 cu ducele Carintiei, Herman al II-lea. Din această căsătorie au rezultat doi fii:
- Ulrich al II-lea (n. 1176 – d. 1202), duce de Carintia (1181–1202);
- Bernard al II-lea (n. 1180 – d. 1256), duce de Carintia (1202–1256).